# ADアルコルコン
アグルパシオン・デポルティーバ・アルコルコンSAD（Agrupación Deportiva Alcorcón S.A.D.）は、スペイン・マドリード州・アルコルコンに本拠地を置くサッカークラブチーム。2023-24シーズンはリーガ・エスパニョーラのセグンダ・ディビシオン（2部）に所属している。

## 歴史
1971年7月20日、地元アルコルコンに住む青年にサッカーを教える目的でADアルコルコンが設立された。創設後6シーズンはマドリードの州リーグでプレーしており、1977年に3部にあたるテルセーラ・ディビシオンへと昇格した。翌年の1978年、クラブとしては初めてコパ・デル・レイに出場し、1回戦でセグンダ・ディビシオンに所属していたカルボ・ソテロ (現在のCDプエルトジャーノ)と対戦したが、0-3で敗れた。また、1979年にはU-19チームがU-19全国選手権の決勝に進出し、FCバルセロナのU-19に敗戦したが、準優勝を果たしている。1980年代に入ると、リーグ戦でも上位に定着し始め、コパ・デル・レイにも度々参戦していたことから、次第にクラブの知名度や名前が知られるようになった。
1990-91シーズン、創設以来縁が無かったマドリード州リーグに降格してしまった。降格と同時にクラブの財政は逼迫し、多額の債務を抱えることになった。しかし、1992年に新たに会長に就任したアンヘル・ルビオの手腕やアルコルコン自治体からの手助けもあって経営危機を脱っし、1999-00シーズンには再びテルセーラ・ディビシオンに復帰した。翌シーズンには2シーズン連続となる昇格を決めて史上初めてセグンダ・ディビシオンBへと昇格を果たした。2008-09シーズンにはセグンダBで3位フィニッシュし、セグンダ・ディビシオン昇格プレーオフに出場した。しかし、プレーオフ決勝で古豪レアル・ウニオンに敗れ、セグンダ昇格とはならなかった。
2009-10シーズン、クラブはプリメーラ・ディビシオンでの出場歴がある選手を数人フリーで獲得し、セグンダ昇格への目標をより高めた。リーグ戦では序盤戦から好調を維持し、7月に首位に立つと、リーグ終了までその座を譲ることなく、3部リーグ優勝を果たした。また、このシーズンにはコパ・デル・レイにも出場しており、10月に行われたレアル・マドリードとのホームゲームでは4-0で完勝した。アウェーで行われた第2戦では、0-1で敗戦するも2戦合計4-1でレアル・マドリードに競り勝ち、当時銀河系軍団と呼ばれ、ヨーロッパを代表するようなクラブに3部のクラブが勝利を収めたことで、この出来事はアルコルコナーソ (Alcorconazo)と呼ばれている。
2010-11シーズン、クラブ初のセグンダ挑戦となったこのシーズンは一度も降格圏に足を踏み入れることなく、余裕で残留を決めた。このシーズン以降、セグンダでは中位のポジションを維持し続け、コパ・デル・レイでも2016-17シーズンにベスト8へ進出するなど、安定した成績を収めている。

## タイトル

### 国内タイトル
なし

## 過去の成績
| シーズン | ディビジョン   | ディビジョン | ディビジョン | ディビジョン | ディビジョン | ディビジョン | ディビジョン | ディビジョン | ディビジョン | コパ・デル・レイ |
| シーズン | リーグ         | 試           | 勝           | 分           | 敗           | 得           | 失           | 点           | 順位         | コパ・デル・レイ |
| -------- | -------------- | ------------ | ------------ | ------------ | ------------ | ------------ | ------------ | ------------ | ------------ | ---------------- |
| 2002-03  | セグンダB      | 38           | 15           | 11           | 12           | 56           | 47           | 56           | 7位          | 未出場           |
| 2003-04  | セグンダB      | 38           | 12           | 16           | 10           | 34           | 34           | 52           | 10位         | 1回戦敗退        |
| 2004-05  | セグンダB      | 38           | 13           | 10           | 15           | 56           | 56           | 49           | 11位         | 未出場           |
| 2005-06  | セグンダB      | 38           | 14           | 10           | 14           | 40           | 45           | 52           | 7位          | 未出場           |
| 2006-07  | セグンダB      | 38           | 12           | 12           | 14           | 39           | 40           | 48           | 11位         | 未出場           |
| 2007-08  | セグンダB      | 38           | 13           | 9            | 16           | 38           | 39           | 48           | 14位         | 未出場           |
| 2008-09  | セグンダB      | 38           | 16           | 18           | 4            | 61           | 34           | 66           | 3位          | 未出場           |
| 2009-10  | セグンダB      | 38           | 21           | 10           | 7            | 50           | 30           | 73           | 1位          | ベスト16         |
| 2010-11  | セグンダ       | 42           | 17           | 7            | 18           | 57           | 52           | 58           | 9位          | 4回戦敗退        |
| 2011-12  | セグンダ       | 42           | 21           | 10           | 11           | 58           | 42           | 73           | 4位          | ベスト16         |
| 2012-13  | セグンダ       | 42           | 21           | 6            | 15           | 57           | 55           | 69           | 5位          | 3回戦敗退        |
| 2013-14  | セグンダ       | 42           | 16           | 11           | 15           | 46           | 40           | 59           | 9位          | ベスト16         |
| 2014-15  | セグンダ       | 42           | 12           | 18           | 12           | 44           | 49           | 54           | 11位         | 2回戦敗退        |
| 2015-16  | セグンダ       | 42           | 18           | 10           | 14           | 48           | 44           | 64           | 8位          | 2回戦敗退        |
| 2016-17  | セグンダ       | 42           | 13           | 11           | 18           | 32           | 43           | 50           | 18位         | ベスト8          |
| 2017-18  | セグンダ       | 42           | 12           | 16           | 14           | 37           | 42           | 52           | 13位         | 2回戦敗退        |
| 2018-19  | セグンダ       | 42           | 14           | 10           | 18           | 36           | 42           | 52           | 14位         | 3回戦敗退        |
| 2019-20  | セグンダ       | 42           | 13           | 18           | 11           | 52           | 50           | 57           | 10位         | 1回戦敗退        |
| 2020-21  | セグンダ       | 42           | 13           | 9            | 20           | 32           | 42           | 48           | 17位         | 3回戦敗退        |
| 2021-22  | セグンダ       | 42           | 6            | 11           | 25           | 37           | 71           | 29           | 22位         | 2回戦敗退        |
| 2022-23  | プリメーラRFEF | 38           | 21           | 11           | 6            | 53           | 23           | 74           | 2位          | 2回戦敗退        |
| 2023-24  | セグンダ       |              |              |              |              |              |              |              |              |                  |

## 現所属メンバー
2024年1月15日現在
注：選手の国籍表記はFIFAの定めた代表資格ルールに基づく。
| No. | Pos. |                | 選手名                     |
| --- | ---- | -------------- | -------------------------- |
| 1   | GK   | スペイン       | ヘスス・ルイス             |
| 2   | DF   | スペイン       | ハビエル・カストロ         |
| 3   | DF   | スペイン       | ダビド・モリージャス       |
| 4   | DF   | スペイン       | オスカル・リバス           |
| 5   | MF   | スペイン       | ペドロ・モスケラ           |
| 6   | DF   | マルティニーク | ジャン＝シルヴァン・ババン |
| 8   | FW   | スペイン       | ハコボ・ゴンサレス         |
| 9   | FW   | スペイン       | クリスティアン・ボレゴ     |
| 10  | MF   | スペイン       | フアンマ・ブラボ           |
| 11  | FW   | ポルトガル     | ジエゴ・ソウザ             |
| 13  | GK   | ブラジル       | ルーカス・アナッカー       |
| 14  | MF   | スペイン       | フェデ・ビコ               |

| No. | Pos. |              | 選手名                 |
| --- | ---- | ------------ | ---------------------- |
| 15  | MF   | スペイン     | ハビ・ララ             |
| 16  | MF   | スペイン     | ハビ・ペレス           |
| 17  | DF   | スペイン     | ビクトル・ガルシア     |
| 18  | MF   | カメルーン   | ヤン・エテキ           |
| 19  | DF   | スペイン     | シャビ・キンティージャ |
| 20  | DF   | スペイン     | イアゴ・ロペス         |
| 21  | FW   | スペイン     | コルド・オビエタ       |
| 22  | FW   | スペイン     | フアン・アルトラ       |
| 23  | DF   | スペイン     | チェマ・ロドリゲス     |
| 24  | MF   | スペイン     | イケル・ビルバオ       |
| 26  | FW   | ガーナ       | エマヌエル・アッダイ   |
| 33  | FW   | ギニアビサウ | マルシアーノ・サンカ   |

監督
- メディ・ナフティ

## 歴代監督
- ホセ・ボルダラス 2012-2013, 2014-2015
- フアン・ムニス 2015-2016
- コスミン・コントラ 2016
- フリオ・ベラスケス 2016-2018
- クリストバル・パラーロ 2018-2019
- メディ・ナフティ 2023-

## 歴代所属選手
- ディエゴ・ロペス 2001-2002
- セルジ・エンリク 2012-2013
- ジェネ・ダコナム 2014-2016
- ラウレ 2017-2023
- ハイメ・ガビラン 2018-2019